# Sportler des Jahres 1977 (Deutschland)
Die Sportler des Jahres 1977 in der Bundesrepublik Deutschland wurden am 15. Dezember im Kurhaus Baden-Baden ausgezeichnet. Veranstaltet wurde die Wahl zum 31. Mal von der Internationalen Sport-Korrespondenz (ISK). 608 Sportjournalisten beteiligten sich bei der Stimmabgabe. Zum Sportler des Jahres wurde Radweltmeister Dietrich Thurau gewählt, Sportlerin des Jahres wurde Kugelstoßerin Eva Wilms. Als Mannschaft des Jahres wurde die Florettmannschaft der Männer ausgezeichnet.

## Männer
|     | Sportler         | Sportart       | Punkte | Erfolge 1973                                                                                |
| --- | ---------------- | -------------- | ------ | ------------------------------------------------------------------------------------------- |
| 1.  | Dietrich Thurau  | Radsport       | 2372   | Zweiter Platz bei den UCI-Straßen-Weltmeisterschaften 1977                                  |
| 2.  | Adolf Seger      | Ringen         | 1097   | Weltmeister im Freistilringen                                                               |
| 3.  | Peter Nocke      | Schwimmsport   | 1037   | Sieger im Freistil über 100 m und 200 m bei den Schwimmeuropameisterschaften 1977           |
| 4.  | Gerald Mörken    | Schwimmsport   | 0836   | Sieger im Brustschwimmen über 100 m und 200 m bei den Schwimmeuropameisterschaften 1977     |
| 5.  | Michael Karst    | Leichtathletik | 0595   | Bundesdeutscher Rekord im 3000-Meter-Hindernislauf                                          |
| 6.  | Eberhard Gienger | Turnen         | 0561   | Dreifacher deutscher Meister, Silbermedaille am Barren bei der Europameisterschaft 1977     |
| 7.  | Karl-Hans Riehm  | Leichtathletik | 0376   | Deutscher Meister im Hammerwurf                                                             |
| 8.  | Gregor Braun     | Radsport       | 0313   | Weltmeister Profi-Einerverfolgung 5000 m                                                    |
| 9.  | Sepp Maier       | Fußball        | 0309   | Erfolgreicher Torhüter des FC Bayern München und der Nationalmannschaft                     |
| 10. | Rolf Milser      | Gewichtheben   | 0274   | Weltmeister und zweifacher Vizeweltmeister bei den Weltmeisterschaften im Gewichtheben 1977 |

Insgesamt wurden 61 Sportler genannt.

## Frauen
|     | Sportlerin           | Sportart           | Punkte | Erfolge 1973                                                                                     |
| --- | -------------------- | ------------------ | ------ | ------------------------------------------------------------------------------------------------ |
| 1.  | Eva Wilms            | Leichtathletik     | 0877   | Weltrekord im Kugelstoßen, Platz 3 in der Weltrangbestenliste 1977                               |
| 2.  | Annegret Richter     | Leichtathletik     | 0676   | Erfolgreichste DLV-Sprinterin                                                                    |
| 3.  | Dagmar Lurz          | Eiskunstlauf       | 0492   | Deutsche Meisterin, Vizeeuropameisterin und Dritte bei den Eiskunstlauf-Weltmeisterschaften 1977 |
| 4.  | Carmen Rischer       | Wettkampfgymnastik | 0319   | Vizeweltmeisterin mit dem Band                                                                   |
| 5.  | Gisela Grothaus      | Kanuslalom         | 0315   | Deutsche Meisterin; Weltmeisterin im Einzel und in der Mannschaftswertung                        |
| 6.  | Christa Vahlensieck  | Leichtathletik     | 0281   | Deutsche Meisterin im Marathonlauf und 25-km-Straßenlauf                                         |
| 7.  | Brigitte Holzapfel   | Leichtathletik     | 0223   | Mit 1,88 m Zweite im Hochsprung beim Leichtathletik-Europacup 1977                               |
| 8.  | Ruth Jordan          | Schießsport        | 0119   | Einzelweltmeisterin im Wurftauben-Schießen                                                       |
| 9.  | Elisabeth Demleitner | Rennrodeln         | 0109   | Europameisterin                                                                                  |
| 10. | Ursula Hook          | Leichtathletik     | 0033   | Deutsche Meisterin im 800-Meter-Lauf                                                             |

Insgesamt wurden 29 Sportlerinnen genannt.

## Mannschaften
|     | Sportler                                                                               | Sportart       | Punkte | Erfolge 1973                                                          |
| --- | -------------------------------------------------------------------------------------- | -------------- | ------ | --------------------------------------------------------------------- |
| 1.  | Florettfechter-Nationalmannschaft der Männer (Reichert, Bach, Behr, Hein; Tr.: Beck)   | Fechten        | 1070   | Weltmeister im Florettfechten                                         |
| 2.  | Leichtathletiknationalmannschaft der Männer                                            | Leichtathletik | 0683   | Dritter Platz beim Leichtathletik-Weltcup 1977                        |
| 3.  | Borussia Mönchengladbach                                                               | Fußball        | 0445   | Deutscher Meister, Finalist im Europapokal der Landesmeister          |
| 4.  | 4 × 100 m Freistil Staffel der Männer                                                  | Schwimmsport   | 0374   | Europameister 1977                                                    |
| 5.  | Deutsche Fußballnationalmannschaft                                                     | Fußball        | 0228   | Erster Sieg über die italienische Fußballnationalmannschaft seit 1939 |
| 6.  | Hamburger SV                                                                           | Fußball        | 0189   | Sieger des Europapokals der Pokalsieger                               |
| 7.  | 4 × 400 m Staffel der Männer (Krieg, Hofmeister, Schmid, Herrmann)                     | Leichtathletik | 0144   | Sieger im Leichtathletik-Weltcup 1977                                 |
| 8.  | Dressurreiter-Equipe (Boldt, Grillo, Schulten-Baumer jun.)                             | Dressurreiten  | 0112   | Europameister                                                         |
| 9.  | Porsche Team                                                                           | Motorsport     | 0088   | Mehrere Einzelsiege bei der Sportwagen-Weltmeisterschaft              |
| 10. | Florettfechter-Nationalmannschaft der Frauen (Rutz, Kircheis, Oertel, Hanisch, Lotter) | Fechten        | 0087   | Vizeweltmeister                                                       |

Insgesamt wurden 32 Mannschaften genannt.